# Bíňovce
Bíňovce (hongrois : Binócz) est un village de Slovaquie situé dans la région de Trnava.

## Histoire
Première mention écrite du village en 1330.

## Démographie

### Évolution de la population
| Année:               | 1994. | 2004.   | 2014.   | 2024.   |
| -------------------- | ----- | ------- | ------- | ------- |
| Nombre de personnes: | 647   | 654     | 663     | 639     |
| Différence:          |       | +1,08 % | +1,37 % | -3,61 % |

| Année:               | 2023. | 2024. |
| -------------------- | ----- | ----- |
| Nombre de personnes: | 639   | 639   |
| Différence:          |       | +0 %  |